# 舊韋利德尼基
51°18′31″N 28°26′38″E / 51.30861°N 28.44389°E
舊韋利德尼基（烏克蘭語：Старі Велідники），是烏克蘭北部的村莊，隸屬日托米爾州的科羅斯滕區。該村始建於1400年，面積0.93平方公里，海拔高度186米，2001年人口431，人口密度每平方公里461.46人。